# Deutsches Reichskomitee für die wissenschaftliche Erforschung des Sportes und der Leibesübungen

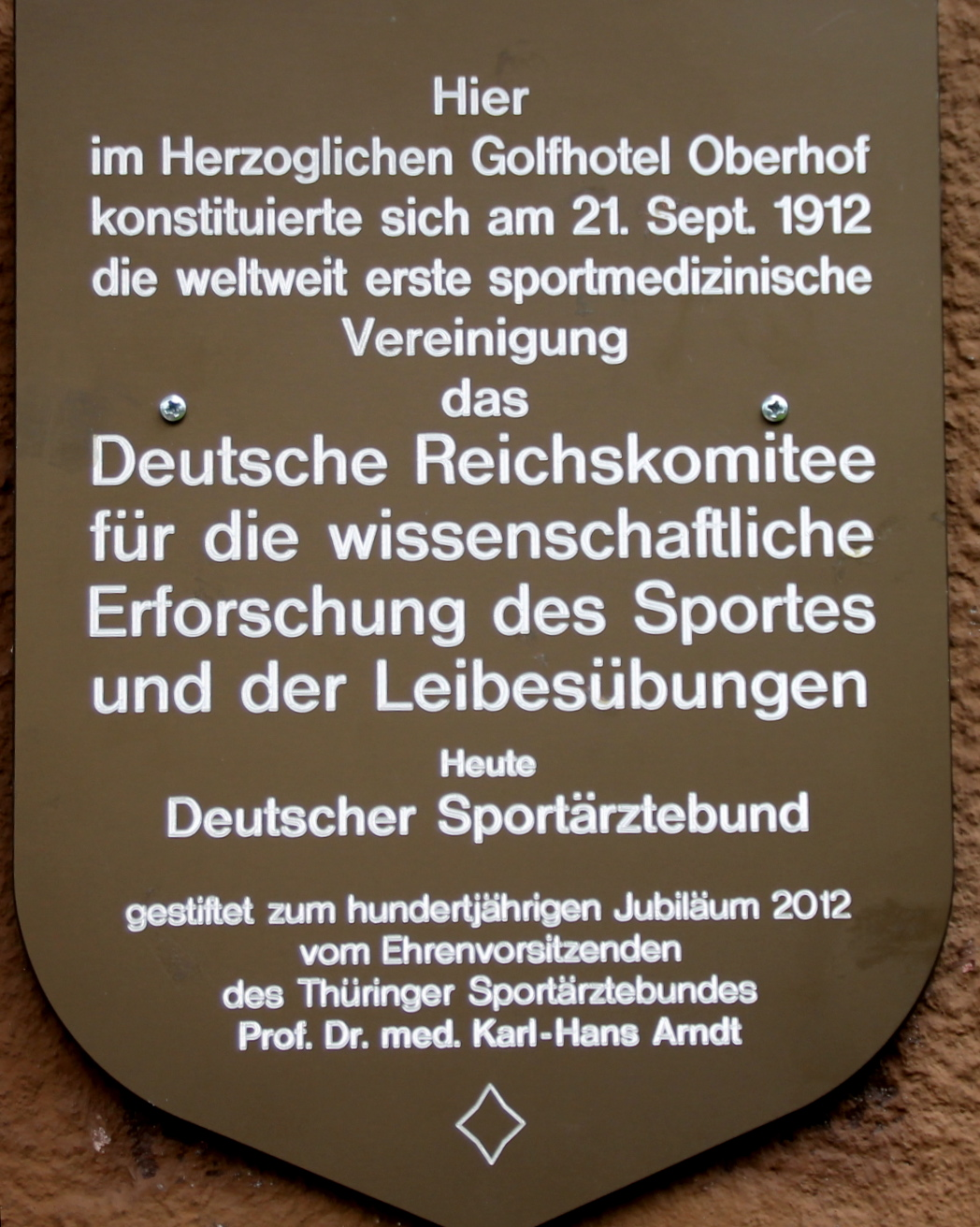
Gedenktafel am Gründungsort in Oberhof/Thüringen

 Das Deutsche Reichskomitee für die wissenschaftliche Erforschung des Sportes und der Leibesübungen war die 1912 gegründete, weltweit erste nationale Vereinigung, die sich mit Sportmedizin beschäftigte. Nachfolgeorganisationen waren 1924 der Deutsche Ärztebund zur Förderung der Leibesübungen, 1933 der Deutsche Sportärztebund (aufgelöst 1937 und 1950 wieder gegründet), 1954 die Gesellschaft für Sportmedizin der DDR und die heutige Deutsche Gesellschaft für Sportmedizin und Prävention (Deutscher Sportärztebund) e.V.

## Geschichte
Das Reichskomitee wurde auf dem ersten deutschen Sportärztekongress vom 21. bis 23. September 1912 in Oberhof gegründet. Die Organisation war Vorläuferin der heutigen Deutschen Gesellschaft für Sportmedizin und Prävention (Deutscher Sportärztebund). Erster Vorsitzender der Organisation war Friedrich Kraus, Ordinarius für Innere Medizin an der Friedrich-Wilhelms-Universität in Berlin und Leiter der dortigen II. Medizinischen Klinik der Charité. Die weit reichenden Ziele hinsichtlich einer allgemeinen körperlichen Ertüchtigung führten auch zur Beteiligung anderer Reichsverbände, wie des Jungdeutschland-Bundes und des Deutschen und Österreichischen Alpenvereins.
Schon 1913 wurden von der Preußischen Landesturnanstalt in Berlin-Spandau und beim Deutschen Stadion in Berlin-Grunewald (1934 zugunsten des Olympiastadions abgerissen) die ersten hauptamtlichen Sportärzte eingestellt. Die Anstellung von Dr. Arthur Mallwitz im Deutschen Stadion als erstem Sportarzt der Welt erfolgte wesentlich auf das Betreiben der Berliner Vereinigung zur wissenschaftlichen Erforschung des Sports und der Leibesübungen e. V. einer im Frühjahr 1912 gegründeten Vorläuferorganisation des Reichskomitees. Mit Ausbruch des Ersten Weltkrieges 1914 mussten weitere Aktivitäten vorerst eingestellt werden.
Auf dem zweiten deutschen Sportärztekongress 1924 in Berlin gab es eine Neugründung als Deutscher Ärztebund zur Förderung der Leibesübungen, der sich in der Tradition des Reichskomitees von 1912 sah.